# Цзелун-1
Цзелун-1 (кит. 捷龙一号 «дракон», англ. Smart Dragon 1 (SD-1)) — четырехступенчатая твердотопливная ракета-носитель малого класса, разработанная Китайским исследовательским институтом ракетной техники (КИИРТ) и China Rocket — дочерней компанией Китайской аэрокосмической научно-технической корпорации (CASC) в 2018 году. Первый запуск трёх коммерческих спутников был осуществлён 17 августа 2019 года с мобильной пусковой установки, расположенной восточнее площадки 91 космодрома Цзюцюань в провинции Ганьсу.
Ракета предназначена для удовлетворения рыночного спроса на запуск небольших коммерческих спутников весом до 150 килограмм на солнечно-синхронную орбиту высотой 700 километров, отличается коротким производственным циклом (всего 6 месяцев) и может быть подготовлена к запуску в течение 24 часов. Компания планирует завершить пять запусков ракеты-носителя к концу 2020 года.

## Особенности конструкции
«Цзелун-1» имеет необычную конфигурацию: модуль полезной нагрузки ракеты находится между третьей и четвертой ступенями в перевернутом положении. Двигательный отсек четвертой ступени также перевернут и расположен выше полезной нагрузки. После отделения верхняя ступень разворачивается на 180°, чтобы завершить выведение полезной нагрузки на орбиту. Возможны два типа обтекателей для полезной нагрузки: диаметром 1,1 метра и длиной 1,5 метра или диаметром 1,4 метра и длиной 2 метра. Запуски проводятся с мобильной пусковой установки.